# Vidisco
Vidisco – Comércio e Indústria de Som S.A. é um grupo empresarial português de produção e distribuição de música, criado em 1986 na Pontinha, Portugal. Detentor da editora discográfica independente Vidisco, Enter Records e da Road Records.

## História
Editora fundada em 1986, apesar de existir anteriormente, quando adquiriu essa designação após a compra por parte dos irmãos João Pedro e José Manuel Jadauji.
A confirmação da editora discográfica Vidisco no mercado nacional aconteceu em 1993, um ano após ter aderido à Associação Fonográfica Portuguesa (AFP), conseguindo, nesse mesmo ano, ser a editora que mais galardões conquistou no âmbito dos filiados dessa associação. Aproveitando o boom do novo estilo musical, no início da década de 1990, denominado música pimba — uma fusão de música popular, pop e folclórica — a Vidisco conseguiu fidelizar o público consumidor através de fortes campanhas promocionais com grande notoriedade nos seus lançamentos, levadas a cabo pelo diretor Carlos Nazir.
A Vidisco era responsável por cerca de 20% das vendas da música portuguesa, sendo líder no segmento das compilações sobretudo de dança. Em 1995 foi mesmo criada a modalidade "Compilações de vários artistas" na tabela de vendas da AFP após o grande sucesso comercial da Vidisco na área da dance music com várias edições das colectâneas "Top, com o contributo de António Lopes,Diretor de Produção da editora.
A Vidisco iniciou em 1997 o projeto "Heróis do Rock" tendo sido ainda realizados dois concertos nos Coliseus do Porto e Lisboa, com parte das receitas a reverteram para a Liga Portuguesa Contra a Sida. Nos anos mais recentes continuou a apostar na edição de compilações.
Os artistas mais relevantes na história da editora são José Alberto Reis, Iran Costa, Emanuel, Anjos, Santamaria e IRIS, que lançaram na editora os seus discos de maior sucesso e que foram discos marcantes em termos de vendas no mercado nacional
A música africana também foi desde sempre uma aposta forte da editora. A Vidisco Moçambique Lda era em 2001 a maior Editora de música moçambicana, com mais de oitenta álbuns editados, muitos dos quais foram premiados com discos de ouro e de prata.
A Vidisco foi desde sempre aliada da editora de dança Kaos de quem tratava da distribuição e das promoção no Midem onde tinham stands em conjunto com outras editoras. Através da Road Records, para um mercado mais jovem, lançaram vários álbuns de banda com IRIS, UHF, Pedro e os Apóstolos ou o segundo álbum a solo de António Manuel Ribeiro.
O dinamismo da editora foi sempre salientado estando a editora direcionada para a música portuguesa mais popular (vulgo pimba) e para a música de dança sobretudo de origem europeia mas também música do tipo "Caribe" ou mais recentemente "Kizomba". Destacam-se nos últimos anos as várias produções relativas ao Brasil (com lançamentos em Portugal de lançamentos de editoras como a Slap ou a MZA e das bandas sonoras das novelas brasileiras).
No auge de sucesso da editora focava-se a falta de nomes importantes da música nacional, como Dulce Pontes que nunca se chegou a concretizar, mas nos últimos anos a editora tem conseguido (muito devido à diminuição de importância das outras editoras e das parcerias feitas com os artistas) lançar discos ao vivo de nomes importantes da música nacional como Delfins ("25 Anos 25 Êxitos 1 Abraço" de 2010) e Resistência ("Ao Vivo Em Lisboa" de 2016).